# Giulio Donnini
Giulio Donnini (Milano, 17 febbraio 1924 – Roma, 22 maggio 2001) è stato un attore italiano.

## Biografia
Nato a Milano, si trasferisce a Roma, dove, dopo un provino, viene scelto per una parte nel film Teheran, per la regia di Giacomo Gentilomo, primo di una serie di oltre settanta film che girerà sino al 1995, recitando come caratterista spesso in parti di malvagio, attivo anche nella prosa teatrale.

## Filmografia

Giulio Donnini in Messalina Venere imperatrice (1960)

- Teheran, regia di Carlo Campogalliani (1946)
- Il richiamo del sangue, regia di Ladislao Vajda (1947)
- I fratelli Karamazoff, regia di Giacomo Gentilomo (1947)
- Accidenti alla guerra!..., regia di Giorgio Simonelli (1948)
- L'isola di Montecristo, regia di Mario Sequi (1948)
- Se fossi deputato, regia di Giorgio Simonelli (1948)
- Lebbra bianca, regia di Enzo Trapani (1950)
- Io sono il Capataz, regia di Giorgio Simonelli (1950)
- Amori e veleni, regia di Giorgio Simonelli (1950)
- La bisarca, regia di Giorgio Simonelli (1950)
- La rivale dell'imperatrice, regia di Jacopo Comin (1951)
- Incantesimo tragico (Oliva), regia di Mario Sequi (1951)
- Santa Lucia luntana..., regia di Aldo Vergano (1951)
- O.K. Nerone, regia di Mario Soldati (1951)
- Le avventure di Mandrin, regia di Mario Soldati (1952)
- Ombre su Trieste, regia di Nerino Bianchi (1952)
- Non è mai troppo tardi, regia di Filippo Walter Ratti (1953)
- Frine, cortigiana d'Oriente, regia di Mario Bonnard (1953)
- Il tesoro dell'Africa (Beat the Devil), regia di John Huston (1953)
- La barriera della legge, regia di Piero Costa (1954)
- Ripudiata, regia di Giorgio Walter Chili (1954)
- Soli per le strade, regia di Silvio Siano (1954)
- Vendicata!, regia di Giuseppe Vari (1955)
- Un giglio infranto, regia di Giorgio Walter Chili (1955)
- Il suo più grande amore, regia di Antonio Leonviola (1955)
- La chiamavan Capinera..., regia di Piero Regnoli (1957)
- Solo Dio mi fermerà, regia di Renato Polselli (1957)
- Sigfrido, regia di Giacomo Gentilomo (1957)
- Afrodite, dea dell'amore, regia di Mario Bonnard (1958)
- Caterina Sforza, la leonessa di Romagna, regia di Giorgio Walter Chili (1959)
- Il vendicatore, regia di William Dieterle (1959)
- Messalina Venere imperatrice, regia di Vittorio Cottafavi (1959)
- Gli amori di Ercole, regia di Carlo Ludovico Bragaglia (1960)
- Il conquistatore d'Oriente, regia di Tanio Boccia (1960)
- Robin Hood e i pirati, regia di Giorgio Simonelli (1960)
- Il trionfo di Maciste, regia di Tanio Boccia (1961)
- I masnadieri, regia di Mario Bonnard (1961)
- Giulio Cesare, il conquistatore delle Gallie, regia di Tanio Boccia (1962)
- La morte scorre sul fiume, regia di Aldo D'Annibale (1962)
- Il sangue e la sfida, regia di Nick Nostro (1962)
- Ercole contro i figli del sole, regia di Osvaldo Civirani (1964)
- I predoni della steppa, regia di Tanio Boccia (1964)
- Maciste alla corte dello Zar, regia di Tanio Boccia (1964)
- Delitto quasi perfetto, regia di Luigi Comencini (1966)
- El Greco, regia di Luciano Salce (1966)
- Matchless, regia di Alberto Lattuada (1967)
- Perry Grant agente di ferro, regia di Luigi Capuano (1967)
- La morte ha fatto l'uovo, regia di Giulio Questi (1968)
- Diabolik, regia di Mario Bava (1968)
- La battaglia di El Alamein, regia di Giorgio Ferroni (1969)
- Le avventure di Ulisse, regia di Franco Rossi (1969)
- La monaca di Monza, regia di Eriprando Visconti (1969)
- L'arciere di fuoco, regia di Giorgio Ferroni (1971)
- Colpiscono senza pietà (Pulp), regia di Mike Hodges (1972)
- Questa specie d'amore, regia di Alberto Bevilacqua (1972)
- Come fu che Masuccio Salernitano, fuggendo con le brache in mano, riuscì a conservarlo sano, regia di Silvio Amadio (1972)
- Dagli archivi della polizia criminale, regia di Paolo Lombardo (1973)
- La minorenne, regia di Silvio Amadio (1974)
- Todo modo, regia di Elio Petri (1975)
- Il prefetto di ferro, regia di Pasquale Squitieri (1977)
- Massimamente folle, regia di Marcello Troiani (1983)
- Johnny Stecchino, regia di Roberto Benigni (1991)
- Le comiche 2, regia di Neri Parenti (1991)
- Poliziotti, regia di Giulio Base (1995)

## Prosa televisiva Rai
- Marcellino pane e vino, regia di Lino Girau, trasmesso il 25 aprile 1958.

## Prosa teatrale
- La terra è rotonda di Armand Salacrou, regia di Roberto Guicciardini, prima al Forte Belvedere di Firenze nel settembre 1960.

## Doppiatori italiani
- Gianfranco Bellini in Un giglio infranto, Robin Hood e i pirati
- Gualtiero De Angelis in Non è mai troppo tardi, Ercole contro i figli del sole
- Adolfo Geri in Amori e veleni
- Augusto Marcacci in Incantesimo tragico (Oliva)
- Bruno Persa in Le avventure di Mandrin
- Vinicio Sofia in Sigfrido
- Stefano Sibaldi in Afrodite, dea dell'amore
- Renato Turi in Gli amori di Ercole
- Dante Biagioni in Diabolik
- Ennio Balbo in Odissea
- Arturo Dominici in L'arciere di fuoco